# Grijsborstbuulbuul
De grijsborstbuulbuul (Pycnonotus cinereifrons) is een zangvogel uit de familie van de buulbuuls.

## Verspreiding en leefgebied
Deze soort is endemisch op het eiland Palawan in de Filipijnen.